# Microstylum scython
Microstylum scython är en tvåvingeart som först beskrevs av Walker 1849.  Microstylum scython ingår i släktet Microstylum och familjen rovflugor. Inga underarter finns listade i Catalogue of Life.